# Eria bulbophylloides
Eria bulbophylloides är en orkidéart som beskrevs av Charles Schweinfurth. Eria bulbophylloides ingår i släktet Eria och familjen orkidéer.
Artens utbredningsområde är Fiji. Inga underarter finns listade i Catalogue of Life.